# Arkansas zászlaja
A zászló színei megegyeznek az Egyesült Államok és a Konföderáció lobogójának színeivel is. A 25 fehér csillag arra emlékeztet, hogy Arkansas volt a 25. állam, amely felvételt nyert az Unióba. A gyémánt alakú minta arra utal, hogy Arkansas volt az Unió egyetlen gyémánttermelő állama, az állam neve feletti csillag a konföderációs időszakot idézi.
A többi kék csillag Spanyolországot, Franciaországot és az Egyesült Államokat szimbolizálja, amelyekhez Arkansas történelme folyamán tartozott, másrészt arra utal, hogy Arkansas volt a harmadik olyan állam, amely a Louisiana Purchase Treaty (Louisianai vásárlás-egyezmény) révén csatlakozott.

## Korábbi zászlók
- 1913–1923
- 1923–1924
- 1924–2011